# Stade du 10-Décembre
Le stade du 10-Décembre (Estadio 10 de Diciembre), dans la ville mexicaine de Tula de Allende, contient 17 000 places.
Il accueille les matchs du Cruz Azul Hidalgo (es) une filiale de Cruz Azul.